# 럭키 루저
럭키 루저(Lucky loser)는 녹아웃 토너먼트로 치러지는 스포츠 대회에서 예선 마지막 라운드(round)에서 패해 자력 본선 진출에는 실패했으나 대회 시작 이후 본선에서 부상 등으로 인한 기권자가 나와서 그 기권자 대신 본선에 합류하게 되는 선수를 일컫는 스포츠 용어이다. 흔히 테니스에서 주로 쓰인다. 럭키 루저는 일반적으로 본선 드로에서 기권한 선수 자리에 대신 들어가게 된다. 럭키 루저는 본선에서 모든 선수가 첫 경기를 시작하기 이전에만 인정되며 그 외의 경우에는 기권자의 상대 선수는 부전승으로 처리된다.
ATP 대회에서 럭키 루저로 본선에 올라간 선수가 대회 우승자가 된 경우는 드물다. 1990년 네덜란드 오픈에서 프란시스코 클라베트가, 1991년 상파울루 대회에서 크리스티안 미니우시가, 그리고 2008년 자그렙 인도어 대회에서 세르히 스타호우시키가 우승 한 것이 최근의 사례이다. 1978년부터 2009년까지 총 6명의 선수가 럭키 루저로 ATP 대회 본선에 진출하여 우승했다.

## 도덕성 논란과 규정 변화
테니스에서 럭키 루저로 본선에 합류할 선수를 결정하는 규정은 다음과 같다: 예선 마지막 회전에서 탈락한 모든 선수 중 ATP 랭킹(남자) 또는 WTA 랭킹(여자)이 높은 순서대로 럭키 루저로 결정될 우선권을 갖는다. 드물게 예선 마지막 회전 탈락자 수보다 많은 기권자가 본선에서 나올 경우 예선 마지막 회전 이전 회전의 탈락자들 중 랭킹이 높은 순서대로 럭키 루저로 결정될 우선권을 얻는다.
2005년 윔블던 예선 마지막 회전에서 미국의 저스틴 짐멜스톱과 스위스의 조르주 바스틀의 경기 당시, 예선 마지막 회전에서 랭킹이 가장 높은 선수였던 짐멜스톱은 예선 2회전에서 얻은 등 부위의 통증을 이유로 바스틀과의 경기 시작 전에 미리 경기를 포기하기로 마음먹고 이를 의도적으로 상대 선수에게도 알렸다. 그는 기권하더라도 럭키 루저로 본선에 진출하게 될 것이 거의 확실했지만, 대회 운영위 측은 최소한 한 게임만이라도 경기를 진행할 것을 요청했다(더불어 등 통증을 회복할 수 있는 시간도 제공했다). 짐멜스톱은 결국 본선에서 안드레 애거시가 기권함에 따라 럭키 루저로 본선에 진출, 본선 3회전까지 진출하여 오스트레일리아의 레이튼 휴이트에게 패했다.
럭키 루저로 본선에 진출하게 될 것을 미리 예상하고 예선 마지막 경기를 미리 포기해버린 짐멜스톱의 이러한 행동은 일반적으로 도덕적이지 못한 것으로 간주된다. 그러나 한편으로는 어떤 선수라도 그와 같은 상황에 처한다면 무리해서 마지막 예선 경기를 뛸 이유가 없는 것이 사실이다. 다시 말해, 예선 마지막 회전에서 럭키 루저가 될 것이 거의 확실한 상위 랭킹의 선수는 상대 선수에게 의도적으로 져줄 가능성이 상존한다. 여기에는 위의 사례에서와 같은 선수의 부상뿐만이 아니라, 개인적인 친분 관계는 물론 금품 거래까지 개입될 소지가 있다.
이러한 일이 발생한 직후, 그랜드 슬램 대회에 새로운 규정이 도입되었다. 2006년부터 그랜드 슬램 대회 본선의 럭키 루저는 예선 마지막 회전에서 패한 최상위 랭킹 선수 4명 중에서 무작위로 추첨하여 뽑게 되었다. 럭키 루저가 될 가능성이 불확실해짐에 따라 랭킹이 높은 선수도 예선 마지막 경기까지 최선을 다하게 되고, 이로써 예선의 경쟁을 마지막까지 치열하게 유지하려는 의도이다. 단, 이 규정은 다른 모든 대회에까지 적용되지는 않는다.

## 같이 보기
- 부전승
- 와일드카드 (스포츠)